# XX. sjezd Komunistické strany Číny
XX. sjezd Komunistické strany Číny (čínsky v českém přepisu čung-kuo kung-čchang-tang ti er-š’ cch’ čchüan-kuo taj-piao ta-chuej, pchin-jinem zhōngguó gòngchǎndǎng dì èrshí cì quánguó dàibiǎo dàhuì, znaky zjednodušené 中国共产党第二十次全国代表大会, tradiční 中國共產黨第二十次全國代表大會) byl sjezd Komunistické strany Číny ve Velkém sálu lidu v Pekingu, který se konal od 16. října 2022 do 22. října 2022. Sjezdu se účastnilo 2296 delegátů zastupujících více než 96 milionů členů Komunistické strany Číny.
Sjezd schválil změny stranické ústavy a zvolil 20. ústřední výbor Komunistické strany Číny a 20. ústřední komisi pro kontrolu disciplíny. Nové vedení strany bylo představeno v neděli 23. října 2022.